# John Graham (pilote automobile)
John Graham, né le 22 octobre 1955 à Belfast en Irlande du Nord est un ancien pilote de course automobile international canadien.

## Carrière
John Graham a commencé sa carrière dans la série nord-américaine CanAm, où il a terminé 3e dans la catégorie U2L en 1981[1]. À partir de 1983, il est devenu un titulaire régulier de la série IMSA GTP et du Championnat du monde des voitures de sport. En 1984, il dispute ses premières 24 Heures de Daytona et ses premières 12 Heures de Sebring où il termine 6e du classement général. Cette même année, il est également engagé pour ses premières 24 Heures du Mans. 
Son meilleur résultat aux 24 Heures de Daytona est une 5e place au classement général en 1998 au volant d'une Porsche 911 GT2 qui.il partage avec John Morton et les deux frères néerlandais, Duncan et Patrick Huisman. Lors de sa cinquième tentative au Mans en 2000, il remporte sa première victoire en catégorie LMP675 avec une 25e place au classement général, au volant d'une Lola B2K/40-Nissan (AER) VQL 3.0 L V6 qu'il partage avec Scott Maxwell et Greg Wilkins (en). 
Après avoir pris sa retraite à la fin de la saison 2008, il revient en courses d'endurance pour une saison en 2017. Il a également participé à quelques courses de NASCAR.

## Palmarès

### Résultats aux24 Heures du Mans
| Année | Écurie                 | Copilotes                       | Voiture         | Classe | Tours | Pos. | Class Pos. |
| ----- | ---------------------- | ------------------------------- | --------------- | ------ | ----- | ---- | ---------- |
| 1984  | Obermaier Racing       | Jürgen Lässig George Fouché     | Porsche 956     | C1     | 147   | Abd. | Abd.       |
| 1985  | Team Labbatt's         | Frank Jelinski Nick Adams       | Gebhardt JC853  | C2     | 213   | Nc.  | Nc.        |
| 1988  | PC Automotive          | Olindo Iacobelli Alain Iannetta | Argo JM19C      | C2     | 130   | Abd. | Abd.       |
| 1998  | CJ Motorsport          | John Morton Harald Grohs        | Porsche 911 GT2 | GT2    | 164   | Abd. | Abd.       |
| 2000  | Multimatic Motorsports | Scott Maxwell Greg Wilkins      | Lola B2K/40     | LMP675 | 274   | 25e  | 1re        |
| 2001  | Dick Barbour Racing    | Milka Duno David Murry          | Reynard 01Q-LM  | LMP675 | 4     | Abd. | Abd.       |
| 2002  | MBD Sportscar Team     | Milka Duno Didier de Radiguès   | Panoz LMP07     | LMP900 | 259   | Abd. | Abd.       |

### Résultats aux12 Heures de Sebring
| Année | Team                   | Voiture         | Équipier         | Équipier             | Équipier        | Équipier     | Classement | Cause d'abandon  |
| ----- | ---------------------- | --------------- | ---------------- | -------------------- | --------------- | ------------ | ---------- | ---------------- |
| 1984  | T-Bird Swap Shop       | Porsche 935K4   | Bob Wollek       | Al Holbert           | Preston Henn    | Hugo Gralia  | 6e         |                  |
| 1990  | Bieri Racing           | Tiga GT286      | Uli Bieri        | David Tennyson       |                 |              | Abandon    | Panne moteur     |
| 1991  | Bieri Racing           | Alba AR2 (de)   | Uli Bieri        |                      |                 |              | Abandon    | Accident         |
| 1992  | Bieri Racing           | Alba AR2        | Uli Bieri        | Heinz Wirth          | Andrew Hepworth | Vito Scavone | Abandon    | Panne moteur     |
| 1995  | Power Macintosh Racing | Spice HC93      | Rick Sutherland  | Stanley Dickens      |                 |              | 10e        |                  |
| 1997  | John Christie          | X-250           | Robin Smith (de) |                      |                 |              | Abandon    | Panne électrique |
| 1998  | C. J. Motorsports      | Porsche 911 GT2 | John Morton      | Ron Fellows          |                 |              | 8e         |                  |
| 1999  | CJ Motorsport          | Porsche 911 GT2 | John Morton      | Davy Jones           |                 |              | 24e        |                  |
| 2000  | Multimatic Motorsport  | Lola B98/10     | Scott Maxwell    | David Empringham     |                 |              | Abandon    | Panne de valves  |
| 2002  | MBD Sportscar          | Panoz LMP07     | Scott Maxwell    | Milka Duno           |                 |              | Abandon    | Panne électrique |
| 2003  | JML                    | Panoz LMP01     | Scott Maxwell    | Benjamin Leuenberger |                 |              | 9e         |                  |